# قشلاق تيلاندار
قشلاق تيلاندار (بالإنجليزية: Qeshlaq-e Tilandar)‏ هي human-geographic territorial entity تقع في أردبيل في إيران.